# Colombias håndboldlandshold (herrer)
Colombias håndboldlandshold er det colombianske landshold i håndbold for mænd.

## Resultater

### Panamerikamesterskabet i håndbold
- 1998: 8. plads
- 2002: 8. plads
- 2016: 9. plads
- 2018: 9. plads